# Encyrtus flavipes
Encyrtus flavipes är en stekelart som beskrevs av Christian Gottfried Daniel Nees von Esenbeck 1834. Encyrtus flavipes ingår i släktet Encyrtus och familjen sköldlussteklar.
Artens utbredningsområde är Tyskland. Inga underarter finns listade i Catalogue of Life.